# Acid vanilic
Acidul vanilic (acidul 4-hidroxi-3-metoxibenzoic) este un compus organic, fiind un derivat de acid benzoic dihidroxilic, dintre care un rest OH a fost transformat în eter metilic. Este forma oxidată a vanilinei.